# Campionato europeo di football americano Under-19 2015
Il campionato europeo di football americano Under-19 2015 è stato la dodicesima edizione del campionato europeo di football americano per squadre nazionali maschili Under-19.
È stato organizzato da IFAF Europe.
È stato vinto dall'Austria nella finale giocata contro la Germania.

## Stadi
Distribuzione degli stadi del campionato europeo di football americano Under-19 2015
| Dresda                | Heinz-Steyer-Stadion (Dresda) |
| Heinz-Steyer-Stadion  | Heinz-Steyer-Stadion (Dresda) |
| 51°03′39″N 13°43′35″E | Heinz-Steyer-Stadion (Dresda) |
| Capacità: 23 767      | Heinz-Steyer-Stadion (Dresda) |
| Altitudine:           | Heinz-Steyer-Stadion (Dresda) |
|                       | Heinz-Steyer-Stadion (Dresda) |

## Squadre partecipanti
| Pr. | Squadra   | Data di qualificazione | Qualificata in quanto                                                         | Ultima partecipazione |
| --- | --------- | ---------------------- | ----------------------------------------------------------------------------- | --------------------- |
| 1   | Francia   | 10 maggio 2015         | Vincitrice del torneo di qualificazione con Italia, Paesi Bassi e Serbia      | Germania 2013         |
| 2   | Austria   |                        | Prima classificata all'Europeo 2013                                           | Germania 2013         |
| 3   | Danimarca | 10 maggio 2015         | Vincitrice del torneo di qualificazione con Finlandia, Gran Bretagna e Svezia | Germania 2013         |
| 4   | Germania  |                        | Paese organizzatore                                                           | Germania 2013         |

## Tabellone
|  | Semifinali | Semifinali | Semifinali |          |         | Finale               | Finale               | Finale               |  |
|  |            |            |            |          |         |                      |                      |                      |  |
|  | Austria    | Austria    | 41         |          |         |                      |                      |                      |  |
|  | Austria    | Austria    | 41         |          |         |                      |                      |                      |  |
|  | Danimarca  | Danimarca  | 6          |          |         |                      |                      |                      |  |
|  | Danimarca  | Danimarca  | 6          |          | Austria | Austria              | 30                   |                      |  |
|  |            |            |            |          | Austria | Austria              | 30                   |                      |  |
|  |            |            | Germania   | Germania | 22      |                      |                      |                      |  |
|  | Germania   | Germania   | Germania   | Germania | 22      | 35                   |                      |                      |  |
|  | Germania   | Germania   |            |          |         | 35                   |                      |                      |  |
|  | Francia    | Francia    | 6          |          |         | Finale 3º - 4º posto | Finale 3º - 4º posto | Finale 3º - 4º posto |  |
|  | Francia    | Francia    | 6          |          |         |                      |                      |                      |  |
|  |            |            |            |          |         |                      |                      |                      |  |
|  |            |            |            |          |         | Danimarca            | Danimarca            | 14                   |  |
|  |            |            |            |          |         | Danimarca            | Danimarca            | 14                   |  |
|  |            |            |            |          |         | Francia              | Francia              | 0                    |  |

## Risultati

### Semifinali
| Dresda 25 giugno 2015, ore 14:00 | Austria | 41 – 6 (21-0 14-0 6-0 0-6) | Danimarca | Heinz-Steyer-Stadion |

| Dresda 25 giugno 2015, ore 17:00 | Germania | 35 – 6 (7-0 22-6 3-0 3-0) | Francia | Heinz-Steyer-Stadion |

### Finali

#### Finale 3º - 4º posto
| Dresda 27 giugno 2015, ore 14:00 | Danimarca | 14 – 0 (7-0 0-0 0-0 7-0) | Francia | Heinz-Steyer-Stadion |

#### Finale
| Dresda 27 giugno 2015, ore 17:00 | Austria | 30 – 22 (7-0 0-10 7-0 16-12) | Germania | Heinz-Steyer-Stadion |

## Verdetti
| Campione d'Europa Under-19 2015 Austria (3º titolo) |